# Stanisław Ostrowski
Stanisław Ostrowski (nacido en Lviv, Imperio austrohúngaro, el 29 de octubre de 1892 - fallecido en Londres, Reino Unido, el 22 de noviembre de 1982) fue un político polaco, que ejerció el cargo del tercer presidente del Gobierno de Polonia en el exilio entre 1972 a 1979.

## Biografía
Ostrowski nació en Lemberg (en la actualidad Lviv, en Ucrania). Su padre, Michał Ostrowski, había luchado antes en el Levantamiento de Enero. Stanisław Ostrowski estudió medicina en la Universidad de Lviv. Durante la guerra polaco-ucraniana (concretamente en la Batalla de Leópolis) y la guerra polaco-soviética, Ostrowski participó como médico en el ejército polaco. 
Stanisław abandonó el ejército y se convirtió en alcalde de Lviv. Más tarde pasó a formar parte del Sejm, y como legislador se centró en asuntos de salud, así como en el desarrollo de la integración de las minorías alemanas y polacas establecidas en Lviv.
Después de la invasión soviética de Polonia en 1939, fue arrestado y encarcelado en Moscú hasta 1941. Entre sus compañeros de prisión estuvo Agdanbuugiyn Amar, ex-primer ministro y Presidente de Mongolia. Fue liberado de su cautiverio por Wladyslaw Anders y las Fuerzas Armadas Polacas del Este en 1942.
Luchó contra los alemanes en la campaña de Italia y tras la Segunda Guerra Mundial, se trasladó a Inglaterra y se involucró en la política del gobierno polaco en el exilio.
Ostrowski fue el tercer presidente de Polonia en el exilio, entre 1972 y 1979. Asumió el poder después de la muerte de August Zaleski, anterior presidente del Estado. Zaleski se negó a dimitir después de siete años en el cargo, lo que provocó la formación de un consejo que se oponía a la presencia de un líder político con capacidad para controlar el tiempo de su propio mandato.
Stanisław Ostrowski se decidió a unir los centenares de desplazados polacos que habían quedado desperdigados por Europa durante la invasión alemana y soviética. También se negó firmemente a reconocer la anexión de las zonas orientales de la Segunda República de Polonia a la Unión Soviética.
El presidente Ostrowski renunció después de un período de siete años a favor de Edward Bernard Raczyński. Fallecería en Londres sin descendencia y en la actualidad está enterrado en un cementerio militar polaco en Newark-on-Trent, junto con otros expresidentes polacos en el exilio.